# Anurut
Anurut oder Anurathurat (Anurudha, voller Thronname Somdet Brhat Chao Maha Edama Varman Krung Sri Sadhana Kanayudha Udarattanaputri Rama Brahma Chakrapati Mahanayaka Maharjadhana Lan Chang Krung Klao Anuradhuratta; * 1737 in Luang Phrabang; † 31. Dezember 1819 ebenda) war zwischen 1792 und 1817 König von Luang Phrabang.

## Leben
Anurut wurde 1738 als Sohn von König Inta Som (reg. 1723 bis 1749) und dessen zweiter Frau, Königin (Mahadevi) Dhanakama, geboren und bei Hofe ausgebildet. 1768 ernannte ihn Suriyavong II. zum Vizekönig (Maha Uparat), womit er gleichzeitig offizieller Thronerbe wurde. Im Mai 1788 kam er als Geisel der Siamesen nach Bangkok, von wo aus er nach dem Tod von König Suriyavong am 3. Februar 1792 nach Luang Phrabang zurückkehren durfte und als neuer König anerkannt wurde.
Anurut wurde 1792 in Luang Phrabang gekrönt, doch kurz danach auf Befehl von König Rama I. von Siam seines Thrones enthoben und als Gefangener nach Bangkok geschafft. Am 2. Juni 1794 konnte er erneut nach Luang Phrabang zurückkehren. 1817 gab er den Thron zugunsten seines ältesten Sohnes Manthatulat (reg. 1817 bis 1836) auf.
Anurut starb am 31. Dezember 1819 und hinterließ sechs Söhne und drei Töchter, unter ihnen
1. Prinz (Anga Sadet Chao Fa Jaya) Manthatulat, sein Nachfolger
2. Prinz (Anga Sadet Chao Fa Jaya) Sudharaja (Sutharat), Vizekönig seit 1819, starb zwischen 1828 und 1836 in Bangkok
3. Prinz (Anga Sadet Chao Fa Jaya) Jayaraja (Sayarat)
4. Prinz (Anga Sadet Chao Fa Jaya) Rajabhaya (Ratsaphay), initiierte eine Rebellion unter vietnamesischem Einfluss, wurde nach Bangkok exiliert, wo er starb
5. Prinz (Anga Sadet Chao Fa Jaya) Unga Kaeva (Ung Kaeo), Vizekönig von Luang Phrabang und für kurze Zeit (1838) Regent des Reiches